# ドラゴンボール ディスクロス
『ドラゴンボール ディスクロス』（Dragonball Discross）は、バンダイより2014年11月20日に稼動された、『ドラゴンボール』を題材にしたガシャポン商品およびアーケードゲーム。

## 概要
妖怪ウォッチに続く『くじガシャポン!』第2のタイトルシリーズとして展開し、ガシャポンなどで購入できるディスクロスを使って抽選ゲームが遊べる。当時、妖怪ウォッチの玩具関連商品が品薄になるほど人気だったために、01弾や02弾では開始直後から即日完売する店舗が続出した。好評を受け、2015年3月31日からはWEBサイトでもくじガシャポンサービスを開始。公式サイト『ディスクロスラボ』上で登録されたディスクを使用して、お店と同じ抽選ゲームが可能になった。9月23日発売のドラゴンボール ディスクロス ガムより、ライジングディスクロスが登場。これに併せ、筐体版およびネット版がリニューアルされた。12月下旬からは『神力暴走編』として筐体版をリニューアル。2016年4月中旬からは『神力覚醒編』として筐体版が再リニューアルされた。2016年10月下旬発売の『神力覚醒編03』をもって最終弾とし、同年10月20日以降の筐体版のアップデートを最後に順次サービスを終了することが発表された。

## 遊び方
神力覚醒編でのルールに準拠。
エントリー
抽選ゲーム1回につき、未使用のバトルディスクロスが1-3枚までスキャン可能。エントリーに使用するバトルディスクロスの枚数により、神力が最大で3倍になる。また、神力暴走編までのバトルディスクロスをエントリーに使用すると、「ミラクルディスクロスボーナス」として神力が1000プラスされ、最大で3000もの神力が加算される。神力覚醒編の最終アップデートでは、神力覚醒編03を除く全てのバトルディスクロスが対象になった。
記録ディスクロススキャン
スペシャルボスや龍神力を使用できる状態のディスクロスがある時は、ここで行う。決定ボタンを押すとスキャンしたモードが実行され、使用した側のディスクロスは無くなる。なお、使用できるのはいずれか1つのみで、時間内であれば何度でも読み直しが可能。
ディスクロス選択
プレイに使用されるバトルディスクロスは3枚、ライジングディスクロスは1枚スキャンできる。なおタイプや属性には相性がありそれぞれの相性に応じてディスクロスを選ぶ必要がある。
チャージエリアとの相性
- BALLANCE - バランスタイプの神力+400
- TIME -  タイムタイプの神力+400
- MAGNET - マグネットタイプの神力+400
- MAGIC - マジックタイプの神力+400
- POWER - パワータイプの神力+400
- GUTS - ガッツタイプの神力+400
- TRICK - トリックタイプの神力+400
- SPEED - スピードタイプの神力+400

敵との相性
- サイヤ人 - 神/地球人属性の神力+600
- 宇宙人 - サイヤ人/神属性の神力+600
- サイボーグ - 宇宙人/フュージョン属性の神力+600
- 地球人 - サイボーグ/魔人属性の神力+600
- 神 - 地球人/魔人属性の神力+600
- 魔人 - フュージョン/サイボーグ属性の神力+600

神力チャージエリア
ルーレットによって決められたエリアでチャージが行われる。バトルディスクロスのタイプの相性が良いと、それぞれのタイプに応じた動作をする。その後、アイコン（ネット版はホイポイカプセル）によって攻撃方法が決定する。攻撃パターンは「打撃」「気弾」「必殺技」の3種類。このうち、光っているアイコンに当たるとさらに神力がプラスされる。神力暴走編以降、筐体版では神力チャージに決定ボタンを連打する機能が追加されている。
バトル
3VS3のチームバトルで行われる（神力暴走編以降）。バトル中にディスクブレイクパッドを押すと、キャラクターを交代することが可能。画面上にはテンションゲージがあり、決定ボタンを連打してテンションがMAXになるか、敵か仲間が2体倒されると、クライマックスバトル（気弾の押し合い）となる。敵より先に気弾を押し込むと勝利、神龍チャンスへ移行する。敗北の場合は最初にスキャンしたキャラの敗北時のコメントが出て終了となる。
ネット版では1VS1で、決定ボタンを連打して敵を全て倒すと勝利、敵が1体でも残っているとファイナルバトルとなる。
神龍チャンス／ポルンガチャンス
「ドラゴンボール（七星球）」「ガシャポンカプセル（仙豆）」「スカウター」「宇宙ポッド」「ドラゴンレーダー」「ホイポイカプセル」「岩」の7つによるルーレット。このうちドラゴンボールが出ると「大当り」や「超当り」となり、画面下の封神ガシャポン（後述）が回せる。また、ガシャポンカプセルが出ると「小当り」となり、筐体版では「スペシャルボス」、ネット版では神力がプラスされる「アイテム」や神力ポイントが入手できる。

## ディスクロスの種類
- バトルディスクロス - キャラクターを召喚し、戦わせることができる。タイプはバランス、スピード、ガッツ、トリック、パワー、マジック、マグネット、タイム、ドラゴンの9種類。
- ライジングディスクロス - ファイナルバトルで発生し、バトルを有利にする。アビリティはバースト、カウンター、チェーン、ディフェンスの4種類。別売りのライジングスカウターにセットすると、その音声を聞くことが可能。
- 暴走ディスクロス - 神力暴走編で登場したバトルディスクロスの一種。従来のディスクロスに比べ、神力が600アップしている。神力覚醒編シリーズでは覚醒ディスクロスとの互換性がある（召喚演出では暴走から覚醒へ変化）。
- 覚醒ディスクロス - 神力覚醒編で登場したバトルディスクロスの一種。暴走ディスクロスと同じく、神力が600アップしている。
- ゴールドディスクロス - 景品用バトルディスクロスの一種。
- ゴッドディスクロス - 景品用バトルディスクロスの一種。デザインは神龍を模したものになっている。

## ディスクロスの見方

### バトルディスクロス
ディスクロスナンバー
ディスクロスの認別ナンバー。
神力
ディスクロスのパワー値。数値が高いほど、バトルに勝ちやすくなる。
タイプ
バトルディスクロスのアビリティを表すキーワード。形状によりタイプが異なる。
属性
ディスクロスの属性を表すキーワード。キャラクターに合わせた属性になっている。
- 神 - 破壊神ビルス、界王神など、神キャラクターの属性。表記は「G/GOD」。
- サイヤ人 - 孫悟空、ベジータなど、サイヤ人キャラクターの属性。表記は「S/SAIYAN」。
- 宇宙人 - ピッコロ、フリーザなど、宇宙人キャラクターの属性。表記は「A/ALIEN」。
- フュージョン - ゴテンクス、ベジットなど、融合キャラクターの属性。表記は「F/FUSION」。
- サイボーグ - 人造人間、セルなど、サイボーグキャラクターの属性。表記は「C/CYBORG」。
- 地球人 - クリリン、亀仙人など、地球人キャラクターの属性。表記は「E/EARTH」。
- 魔人 - 魔人ブウ、ダーブラなど、魔族キャラクターの属性。表記は「M/MAJIN」。

### ライジングディスクロス
ディスクロスナンバー
ディスクロスの認別ナンバー。
ライジング神力
ライジングディスクロスのパワー値。
レベル
ライジングディスクロスのレベル値。
属性
ライジングディスクロスの属性。
アビリティ
ライジングディスクロスの効果を表すキーワード。形状によりアビリティが異なる。
- バースト - 敵の気弾に押し込まれる直前に仲間の気弾を増幅させて押し返す。
- カウンター - 敵の気弾攻撃をかわして反撃する。
- チェーン - 無数の気弾攻撃を仕掛ける。
- ディフェンス - 敵の気弾攻撃をシャットアウトして反撃する。

## ゲームシステム

### 筐体版＆ネット版共通
- ジャックポット - 神力チャージ中に発生することがある。発生時には画面下にバリアーが張られ、ディスクロスがメカ神龍（究極神龍）の口に入ると、ジャックポットの数値に応じて神力が加算される。また、攻撃パターンが必殺技になる。ただし、スマホやタブレット版は存在しない。
- スカウターチャンス - ライジングディスクロスをスキャンした時に、クライマックスバトルで発生する。決定ボタンの長押しで敵側の能力を解析し、成功するとタイプに応じたアクションが発動。ライジングディスクロスの相性が良いと、解析に成功しやすくなる。

### 筐体版
- ミスター・サタン - 全てのディスクロスをスキャンした直後に、観客たちの掛け声「サーターン」とともに登場。抽選ゲームではずれが続くと、終了時に出現率アップの画面が流れることがある。ライジングディスクロスが使用可能になったバージョンより、タイトル画面の右下に出現率が常時表示されるようになった。1度登場すると、攻撃パターンは全て必殺技になる。
- ゴッドチャンス - 無名シリーズの04弾より登場。攻撃パターンが全て必殺技の時に、抽選画面で発生することがある。ルーレットがドラゴンボール以外で止まった時に、カットインと共にウイスが登場し、ルーレットを逆回転させて「大当り」や「超当り」に変化させる。左の景品ディスクロスが品切れの時に、タイトル画面の右下に「ゴッドチャンス潜伏中」とウイスの出現率が常時表示される。
- スペシャルボス - 神力暴走編までは、全てのディスクロスをスキャンした直後に突然画面がブラックアウトし、セリフと共に破壊神ビルスとゴールデンフリーザのいずれかが登場した。神力覚醒編以降は、SPボス当りで表示されたボスをディスクロスに記録することが可能[5]。次の抽選ゲームでの使用時、記録されたSPボスが登場する時は「強敵現る」が入る。
- 龍神力 - 抽選にはずれた時、一定の割合で現れるドラゴンボールを7つ集めると使用可能。発動中は左右の端に「龍神力モード」と書かれたものがスクロールされ、神力の数値も黄色になる。バトル画面では神龍が現れたのちに消え、テンションMAXや龍神力顕現時には神龍の顔が大写しされる。ドラゴンボールを集めるには同じ筐体でかつ同一のディスクロスでなければならない[5]。

### ネット版
- パンチングマシーン -  押したときのパワーによってテクニカルボーナスを得られる。エントリーでベットするディスクロスの数により、「超倍化」や「超巨大化」といった筐体版にはないボーナスが追加される。

### 過去のシステム
- ラッキーディスクロス - 神力暴走編のみに登場。対象のバトルディスクロスを使用すると、神力が3000プラスされる虹色のホイポイカプセルが出現する。ラッキーディスクロスはタイトル画面やディスクロスのスキャン画面で見ることができる。

## ディスクリスト

### ガシャポン関連
無名シリーズ
| バトルディスクロス           | バトルディスクロス                                       | バトルディスクロス | バトルディスクロス | バトルディスクロス | バトルディスクロス | バトルディスクロス                                                                 | バトルディスクロス                                                          |
| ナンバー                     | キャラ名                                                 | レア度             | タイプ             | 属性               | 神力               | フレーム                                                                           | 備考                                                                        |
| 01 -誕生編-                  | 01 -誕生編-                                              | 01 -誕生編-        | 01 -誕生編-        | 01 -誕生編-        | 01 -誕生編-        | 01 -誕生編-                                                                        | 01 -誕生編-                                                                 |
| ---------------------------- | -------------------------------------------------------- | ------------------ | ------------------ | ------------------ | ------------------ | ---------------------------------------------------------------------------------- | --------------------------------------------------------------------------- |
| 001/013                      | スーパーサイヤ人 孫悟空                                  | 1                  | バランス           | サイヤ人           | 900                | ホワイト/ブラック                                                                  | -                                                                           |
| 002/014                      | スーパーサイヤ人 トランクス（青年期）                    | 1                  | スピード           | サイヤ人           | 800                | ホワイト/ブラック                                                                  | -                                                                           |
| 003/015                      | クリリン                                                 | 1                  | ガッツ             | 地球人             | 600                | ホワイト/ブラック                                                                  | 未スキャン時のサポート                                                      |
| 004/016                      | フリーザ（最終形態）                                     | 1                  | トリック           | 宇宙人             | 700                | ホワイト/ブラック                                                                  | スペシャルスターターセットに再録                                            |
| 005/017                      | スーパーサイヤ人 ゴテンクス                              | 1                  | スピード           | フュージョン       | 800                | ホワイト/ブラック                                                                  | -                                                                           |
| 006/018                      | 亀仙人                                                   | 1                  | ガッツ             | 地球人             | 500                | ホワイト/ブラック                                                                  | 未スキャン時のサポート                                                      |
| 007/019                      | スーパーサイヤ人 ベジータ                                | 1                  | トリック           | サイヤ人           | 900                | ホワイト/ブラック                                                                  | -                                                                           |
| 008/020                      | ピッコロ                                                 | 1                  | バランス           | 宇宙人             | 800                | ホワイト/ブラック                                                                  | -                                                                           |
| 009/021                      | ミスター・サタン                                         | 1                  | ガッツ             | 地球人             | 300                | ホワイト/ブラック                                                                  | 未スキャン時のサポート                                                      |
| 010/022                      | スーパーサイヤ人 孫悟飯                                  | 1                  | バランス           | サイヤ人           | 700                | ホワイト/ブラック                                                                  | -                                                                           |
| 011/023                      | 人造人間18号                                             | 1                  | スピード           | サイボーグ         | 600                | ホワイト/ブラック                                                                  | -                                                                           |
| 012/024                      | ダーブラ                                                 | 1                  | トリック           | 魔人               | 800                | ホワイト/ブラック                                                                  | -                                                                           |
| 025/031/037                  | 魔人ブウ（善）                                           | 2                  | バランス           | 魔人               | 1700               | クリアレッド クリアオレンジ クリアブルー                                           | -                                                                           |
| 026/032/038                  | スーパーサイヤ人3 ゴテンクス                             | 2                  | ガッツ             | フュージョン       | 1600               | クリアレッド クリアオレンジ クリアブルー                                           | スペシャルスターターセットに再録                                            |
| 027/033/039                  | セル（完全体）                                           | 2                  | スピード           | サイボーグ         | 1500               | クリアレッド クリアオレンジ クリアブルー                                           | スペシャルスターターセットに再録 ディスクロスケース01に再録（ガッツ）       |
| 028/034/040                  | メタルクウラ                                             | 3                  | トリック           | サイボーグ         | 1800               | クリアレッド クリアオレンジ クリアブルー                                           | -                                                                           |
| 029/035/041                  | スーパーベビー（2）                                      | 3                  | バランス           | 宇宙人             | 1900               | クリアレッド クリアオレンジ クリアブルー                                           | -                                                                           |
| 030/036/042                  | スーパーサイヤ人3 孫悟空                                 | 3                  | スピード           | サイヤ人           | 1900               | クリアレッド クリアオレンジ クリアブルー                                           | -                                                                           |
| 043                          | 超（スーパー）17号                                       | 4                  | トリック           | サイボーグ         | 2300               | ピンク                                                                             | -                                                                           |
| 044                          | スーパーサイヤ人4 ベジータ                               | 4                  | ガッツ             | サイヤ人           | 2400               | ブルー                                                                             | -                                                                           |
| 045                          | 超一星龍（スーパーイーシンロン）                         | 4                  | バランス           | 神                 | 2400               | パープル                                                                           | -                                                                           |
| 046                          | 魔人ブウ（悪）                                           | 5                  | ガッツ             | 魔人               | 2500               | イエロー                                                                           | -                                                                           |
| 047                          | スーパーサイヤ人4 孫悟空                                 | 5                  | トリック           | サイヤ人           | 2800               | オレンジ                                                                           | -                                                                           |
| 048                          | スーパーサイヤ人 ベジット                                | 5                  | スピード           | フュージョン       | 2600               | グリーン                                                                           | -                                                                           |
| 02/02EX -激闘編-             |                                                          |                    |                    |                    |                    |                                                                                    |                                                                             |
| 057/069 215/227              | 孫悟空                                                   | 1                  | バランス           | サイヤ人           | 700                | ホワイト/ブラック                                                                  | -                                                                           |
| 058/070 217/229              | ベジータ                                                 | 1                  | スピード           | サイヤ人           | 800                | ホワイト/ブラック                                                                  | -                                                                           |
| 059/071 219/231              | ナッパ                                                   | 1                  | ガッツ             | サイヤ人           | 600                | ホワイト/ブラック                                                                  | -                                                                           |
| 060/072 221/233              | スーパーサイヤ人3 ゴテンクス                             | 1                  | トリック           | フュージョン       | 800                | ホワイト/ブラック                                                                  | ディスクロスケースSP01に再録（バランス）                                    |
| 061/073 223/235              | 天津飯                                                   | 1                  | パワー             | 地球人             | 600                | ホワイト/ブラック                                                                  | -                                                                           |
| 062/074 222/234              | 餃子                                                     | 1                  | トリック           | 地球人             | 500                | ホワイト/ブラック                                                                  | -                                                                           |
| 063/075 216/228              | 魔人ブウ（善）                                           | 1                  | バランス           | 魔人               | 800                | ホワイト/ブラック                                                                  | スペシャルスターターセットに再録                                            |
| 064/076 224/236              | クウラ（最終形態）                                       | 1                  | パワー             | 宇宙人             | 800                | ホワイト/ブラック                                                                  | ディスクロスケースSP01に再録（ガッツ）                                      |
| 065/077 218/230              | スーパーサイヤ人4 孫悟空                                 | 1                  | スピード           | サイヤ人           | 900                | ホワイト/ブラック                                                                  | -                                                                           |
| 066/078 220/232              | スーパーサイヤ人4 ベジータ                               | 1                  | ガッツ             | サイヤ人           | 900                | ホワイト/ブラック                                                                  | -                                                                           |
| 067/079 226/238              | ギニュー                                                 | 1                  | バランス マジック  | 宇宙人             | 700                | ホワイト/ブラック                                                                  | -                                                                           |
| 068/080 225/237              | セル（第1形態）                                          | 1                  | トリック マジック  | サイボーグ         | 800                | ホワイト/ブラック                                                                  | -                                                                           |
| 081/087/093 243/249/255      | 人造人間16号                                             | 2                  | パワー             | サイボーグ         | 1200               | クリアレッド クリアオレンジ クリアブルー クリアグリーン(02EX) クリアイエロー(02EX) | ドラゴンボール ディスクロスガム02に再録                                     |
| 082/088/094 240/246/252      | 界王神                                                   | 2                  | スピード           | 神                 | 1200               | クリアレッド クリアオレンジ クリアブルー クリアグリーン(02EX) クリアイエロー(02EX) | -                                                                           |
| 083/089/095 241/247/253      | ベジータ（大猿）                                         | 2                  | ガッツ             | サイヤ人           | 1300               | クリアレッド クリアオレンジ クリアブルー クリアグリーン(02EX) クリアイエロー(02EX) | ドラゴンボール ディスクロスガム02に再録                                     |
| 084/090/096 242/248/254      | スーパーサイヤ人 孫悟空                                  | 3                  | パワー トリック    | サイヤ人           | 1800               | クリアレッド クリアオレンジ クリアブルー クリアグリーン(02EX) クリアイエロー(02EX) | -                                                                           |
| 085/091/097 244/250/256      | スーパーサイヤ人 ブロリー                                | 3                  | スピード マジック  | サイヤ人           | 1900               | クリアレッド クリアオレンジ クリアブルー クリアグリーン(02EX) クリアイエロー(02EX) | ディスクロスケース01に再録（バランス）                                      |
| 086/092/098 239/245/251      | スーパーサイヤ人 ゴジータ                                | 3                  | バランス           | フュージョン       | 1800               | クリアレッド クリアオレンジ クリアブルー クリアグリーン(02EX) クリアイエロー(02EX) | スペシャルスターターセットに再録                                            |
| 099 259                      | スーパーサイヤ人2 孫悟飯（少年期）                       | 4                  | ガッツ             | サイヤ人           | 2400               | ブルー                                                                             | -                                                                           |
| 100 260                      | スーパーサイヤ人 ベジット                                | 4                  | トリック           | フュージョン       | 2300               | ピンク                                                                             | -                                                                           |
| 101 257                      | スーパーサイヤ人2 ベジータ                               | 4                  | バランス           | サイヤ人           | 2200               | パープル                                                                           | -                                                                           |
| 102 258                      | アルティメット悟飯                                       | 5                  | スピード           | サイヤ人           | 2700               | グリーン                                                                           | -                                                                           |
| 103 261                      | スーパーサイヤ人3 孫悟空                                 | 5                  | パワー             | サイヤ人           | 2900               | レッド                                                                             | -                                                                           |
| 104 262                      | 魔人ブウ（純粋）                                         | 5                  | トリック マジック  | 魔人               | 2600               | オレンジ バイオレット                                                              | -                                                                           |
| 03-復活のF編-                |                                                          |                    |                    |                    |                    |                                                                                    |                                                                             |
| 105/117                      | 孫悟空                                                   | 1                  | バランス           | サイヤ人           | 900                | ホワイト/ブラック                                                                  | -                                                                           |
| 106/118                      | ベジータ                                                 | 1                  | パワー             | サイヤ人           | 900                | ホワイト/ブラック                                                                  | -                                                                           |
| 107/119                      | ラディッツ                                               | 1                  | ガッツ             | サイヤ人           | 700                | ホワイト/ブラック                                                                  | -                                                                           |
| 108/120                      | タゴマ                                                   | 1                  | スピード           | 宇宙人             | 600                | ホワイト/ブラック                                                                  | -                                                                           |
| 109/121                      | ソルベ                                                   | 1                  | トリック           | 宇宙人             | 600                | ホワイト/ブラック                                                                  | -                                                                           |
| 110/122                      | 亀仙人（フルパワー）                                     | 1                  | パワー             | 地球人             | 500                | ホワイト/ブラック                                                                  | -                                                                           |
| 111/123                      | ヤムチャ                                                 | 1                  | スピード           | 地球人             | 600                | ホワイト/ブラック                                                                  | スペシャルスターターセットに再録                                            |
| 112/124                      | スーパーサイヤ人 孫悟飯                                  | 1                  | パワー             | サイヤ人           | 800                | ホワイト/ブラック                                                                  | -                                                                           |
| 113/125                      | スーパーサイヤ人 トランクス（未来）                      | 1                  | ガッツ             | サイヤ人           | 700                | ホワイト/ブラック                                                                  | スペシャルスターターセットに再録                                            |
| 114/126                      | クリリン                                                 | 1                  | トリック           | 地球人             | 600                | ホワイト/ブラック                                                                  | -                                                                           |
| 115/127                      | ジャコ                                                   | 1                  | スピード           | 宇宙人             | 700                | ホワイト/ブラック                                                                  | ディスクロスケースSP01に再録（トリック）                                    |
| 116/128                      | フリーザ（第1形態）                                      | 1                  | バランス           | 宇宙人             | 700                | ホワイト/ブラック                                                                  | ディスクロスケース01に再録（ガッツ）                                        |
| 129/135/141                  | ドドリア                                                 | 2                  | パワー             | 宇宙人             | 1200               | クリアレッド クリアオレンジ クリアブルー                                           | -                                                                           |
| 130/136/142                  | ザーボン                                                 | 2                  | ガッツ             | 宇宙人             | 1200               | クリアレッド クリアオレンジ クリアブルー                                           | -                                                                           |
| 131/137/143                  | ジース                                                   | 2                  | ガッツ             | 宇宙人             | 1300               | クリアレッド クリアオレンジ クリアブルー                                           | -                                                                           |
| 132/138/144                  | ウイス                                                   | 3                  | トリック           | 神                 | 1900               | クリアレッド クリアオレンジ クリアブルー                                           | -                                                                           |
| 133/139/145                  | 破壊神ビルス                                             | 3                  | トリック           | 神                 | 1900               | クリアレッド クリアオレンジ クリアブルー                                           | スペシャルスターターセットに再録 ディスクロスケースSP01に再録（バランス）   |
| 134/140/146                  | スーパーサイヤ人3 孫悟空                                 | 3                  | バランス           | サイヤ人           | 1800               | クリアレッド クリアオレンジ クリアブルー                                           | -                                                                           |
| 147                          | フリーザ（最終形態）                                     | 4                  | スピード           | 宇宙人             | 2400               | オレンジ                                                                           | ディスクロスケース01に再録（マジック）                                      |
| 148                          | スーパーサイヤ人 バーダック                              | 4                  | バランス           | サイヤ人           | 2300               | パープル                                                                           | -                                                                           |
| 149                          | チルド                                                   | 4                  | ガッツ             | 宇宙人             | 2200               | イエロー                                                                           | -                                                                           |
| 150                          | メカフリーザ                                             | 5                  | スピード           | サイボーグ         | 2500               | グリーン                                                                           | -                                                                           |
| 151                          | SSGSS（スーパーサイヤ人ゴッドスーパーサイヤ人） 孫悟空   | 5                  | バランス           | サイヤ人           | 2900               | スカイブルー                                                                       | -                                                                           |
| 152                          | SSGSS（スーパーサイヤ人ゴッドスーパーサイヤ人） ベジータ | 5                  | パワー             | サイヤ人           | 2900               | レッド                                                                             | -                                                                           |
| 04 -HISTORY OF DRAGONBALL編- |                                                          |                    |                    |                    |                    |                                                                                    |                                                                             |
| 157/169                      | 孫悟空（少年期）                                         | 1                  | バランス           | サイヤ人           | 600                | ホワイト/ブラック                                                                  | -                                                                           |
| 158/170                      | グレートサイヤマン                                       | 1                  | バランス           | サイヤ人           | 800                | ホワイト/ブラック                                                                  | ディスクロスケースSP01に再録（スピード）                                    |
| 159/171                      | 桃白白                                                   | 1                  | スピード           | 地球人             | 600                | ホワイト/ブラック                                                                  | -                                                                           |
| 160/172                      | 天津飯                                                   | 1                  | スピード           | 地球人             | 600                | ホワイト/ブラック                                                                  | -                                                                           |
| 161/173                      | ヤジロベー                                               | 1                  | ガッツ             | 地球人             | 600                | ホワイト/ブラック                                                                  | -                                                                           |
| 162/174                      | ウーブ                                                   | 1                  | ガッツ             | 地球人             | 900                | ホワイト/ブラック                                                                  | スペシャルスターターセット02に再録                                          |
| 163/175                      | スーパーサイヤ人 孫悟天                                  | 1                  | トリック           | サイヤ人           | 600                | ホワイト/ブラック                                                                  | スペシャルスターターセット02に再録 ディスクロスケース01に再録（バランス）   |
| 164/176                      | ビーデル                                                 | 1                  | トリック           | 地球人             | 500                | ホワイト/ブラック                                                                  | -                                                                           |
| 165/177                      | 孫悟空                                                   | 1                  | パワー             | サイヤ人           | 900                | ホワイト/ブラック                                                                  | -                                                                           |
| 166/178                      | ミスター・サタン                                         | 1                  | パワー             | 地球人             | 300                | ホワイト/ブラック                                                                  | -                                                                           |
| 167/179                      | 魔人ブウ（悪）                                           | 1                  | マジック           | 魔人               | 700                | ホワイト/ブラック                                                                  | ディスクロスケース01に再録（スピード）                                      |
| 168/180                      | スーパーサイヤ人 ゴテンクス                              | 1                  | マジック           | フュージョン       | 700                | ホワイト/ブラック                                                                  | -                                                                           |
| 181/187/193                  | 人造人間17号                                             | 2                  | パワー             | サイボーグ         | 1500               | クリアグリーン クリアオレンジ クリアイエロー                                       | ドラゴンボール ディスクロスガム01に再録                                     |
| 182/188/194                  | キビト神                                                 | 2                  | スピード           | 神                 | 1200               | クリアグリーン クリアオレンジ クリアイエロー                                       | ドラゴンボール ディスクロスガム02に再録                                     |
| 183/189/195                  | ピッコロ                                                 | 2                  | ガッツ             | 宇宙人             | 1300               | クリアグリーン クリアオレンジ クリアイエロー                                       | ドラゴンボール ディスクロスガム01再録                                       |
| 184/190/196                  | スーパーサイヤ人 トランクス（青年期）                    | 2                  | トリック           | サイヤ人           | 1600               | クリアグリーン クリアオレンジ クリアイエロー                                       | ドラゴンボール ディスクロスガム01に再録                                     |
| 185/191/197                  | スーパーサイヤ人 孫悟飯（青年期）                        | 3                  | バランス           | サイヤ人           | 1900               | クリアグリーン クリアオレンジ クリアイエロー                                       | ライジングディスクロスセット02に再録                                        |
| 186/192/198                  | スーパーサイヤ人 孫悟空                                  | 3                  | マジック           | サイヤ人           | 1900               | クリアグリーン クリアオレンジ クリアイエロー                                       | ディスクロスケースSP01に再録（トリック）                                    |
| 199                          | スーパーサイヤ人 ベジータ                                | 4                  | ガッツ             | サイヤ人           | 2400               | イエロー                                                                           | -                                                                           |
| 200                          | 魔人ブウ（純粋）                                         | 4                  | トリック           | 魔人               | 2400               | ピンク                                                                             | -                                                                           |
| 201                          | スーパーサイヤ人3 孫悟空                                 | 5                  | バランス           | サイヤ人           | 2800               | ブルー                                                                             | -                                                                           |
| 202                          | セル（完全体）                                           | 5                  | スピード           | サイボーグ         | 2600               | オレンジ                                                                           | -                                                                           |
| 203                          | フリーザ（最終形態）                                     | 5                  | パワー             | 宇宙人             | 2500               | レッド                                                                             | -                                                                           |
| 204                          | スーパーサイヤ人 ベジット                                | 5                  | マジック           | フュージョン       | 2600               | ライトグリーン                                                                     | -                                                                           |
| 205                          | スーパーサイヤ人 ゴジータ                                | 5                  | トリック           | フュージョン       | 2600               | オレンジ                                                                           | Wブースターセット新録                                                       |
| 206                          | 伝説のスーパーサイヤ人 ブロリー                          | 5                  | ガッツ             | サイヤ人           | 2700               | ブルー                                                                             | Wブースターセット新録                                                       |
| 207                          | 破壊神ビルス                                             | 5                  | バランス           | 神                 | 2900               | パープル                                                                           | Wブースターパック新録                                                       |
| 208                          | スーパーサイヤ人ゴッド 孫悟空                            | 5                  | スピード           | サイヤ人           | 2800               | グリーン                                                                           | Wブースターパック新録                                                       |
| 05 -超絶バトル編-            |                                                          |                    |                    |                    |                    |                                                                                    |                                                                             |
| 263/269                      | 孫悟空                                                   | 1                  | バランス           | サイヤ人           | 700                | ホワイト/ブラック                                                                  | -                                                                           |
| 264/270                      | リクーム                                                 | 1                  | スピード           | 宇宙人             | 600                | ホワイト/ブラック                                                                  | -                                                                           |
| 265/271                      | ヤムチャ                                                 | 1                  | ガッツ             | 地球人             | 500                | ホワイト/ブラック                                                                  | -                                                                           |
| 266/272                      | サイバイマン                                             | 1                  | トリック           | 600                | 500                | ホワイト/ブラック                                                                  | -                                                                           |
| 267/273                      | スーパーサイヤ人 ゴテンクス                              | 1                  | パワー             | フュージョン       | 800                | ホワイト/ブラック                                                                  | スペシャルスターターセット02に再録 ディスクロスケース01に再録（トリック）   |
| 268/274                      | 魔人ブウ（悪）                                           | 1                  | マジック           | 魔人               | 700                | ホワイト/ブラック                                                                  | スペシャルスターターセット02に再録                                          |
| 275/281/287                  | 孫悟空                                                   | 2                  | バランス           | サイヤ人           | 1400               | クリアグリーン クリアオレンジ クリアイエロー                                       | スペシャルスターターセット02に再録                                          |
| 276/282/288                  | マジュニア                                               | 2                  | スピード           | 宇宙人             | 1300               | クリアグリーン クリアオレンジ クリアイエロー                                       | -                                                                           |
| 277/283/289                  | スーパーサイヤ人 トランクス（青年期）                    | 2                  | ガッツ             | サイヤ人           | 1600               | クリアグリーン クリアオレンジ クリアイエロー                                       | ディスクロスケース01に再録（スピード）                                      |
| 278/284/290                  | メカフリーザ                                             | 2                  | トリック           | サイボーグ         | 1500               | クリアグリーン クリアオレンジ クリアイエロー                                       | ディスクロスケースSP01に再録（スピード）                                    |
| 279/285/291                  | セル（完全体）                                           | 3                  | パワー             | サイボーグ         | 1900               | クリアグリーン クリアオレンジ クリアイエロー                                       | ライジングディスクロスセット03に再録                                        |
| 280/286/292                  | スーパーサイヤ人 ベジータ                                | 3                  | マジック           | サイヤ人           | 1900               | クリアグリーン クリアオレンジ クリアイエロー                                       | ライジングディスクロスセット01に再録 ディスクロスケース01に再録（トリック） |
| 293                          | ジャネンバ                                               | 4                  | バランス           | 魔人               | 2300               | パープル                                                                           | -                                                                           |
| 294                          | スーパーサイヤ人 ゴジータ                                | 4                  | スピード           | フュージョン       | 2400               | グリーン                                                                           | -                                                                           |
| 295                          | スーパーサイヤ人3 孫悟空                                 | 5                  | ガッツ             | サイヤ人           | 2700               | イエロー                                                                           | ディスクロスケース01に再録（パワー）                                        |
| 296                          | ウイス                                                   | 5                  | トリック           | 神                 | 2800               | ピンク                                                                             | -                                                                           |
| 297                          | 破壊神ビルス                                             | 5                  | パワー             | 神                 | 2900               | レッド                                                                             | -                                                                           |
| 298                          | スーパーサイヤ人ゴッド 孫悟空                            | 5                  | マジック           | サイヤ人           | 2900               | ライトグリーン                                                                     | -                                                                           |
| 299                          | スーパーサイヤ人4 ゴジータ                               | 5                  | バランス           | フュージョン       | 2900               | ブルー                                                                             | Wブースターセット新録                                                       |
| 300                          | 超一星龍（スーパーイーシンロン）                         | 5                  | スピード           | 神                 | 2800               | オレンジ                                                                           | Wブースターセット新録                                                       |
| 06 -全開バトル編-            |                                                          |                    |                    |                    |                    |                                                                                    |                                                                             |
| 301/307                      | スーパーサイヤ人 孫悟天（少年期）                        | 1                  | バランス           | サイヤ人           | 600                | ホワイト/ブラック                                                                  | -                                                                           |
| 302/308                      | スーパーサイヤ人 トランクス（少年期）                    | 1                  | スピード           | サイヤ人           | 700                | ホワイト/ブラック                                                                  | -                                                                           |
| 303/309                      | ナッパ                                                   | 1                  | ガッツ             | サイヤ人           | 600                | ホワイト/ブラック                                                                  | -                                                                           |
| 304/310                      | 餃子                                                     | 1                  | トリック           | 地球人             | 500                | ホワイト/ブラック                                                                  | -                                                                           |
| 305/311                      | ジャッキー・チュン                                       | 1                  | パワー             | 地球人             | 900                | ホワイト/ブラック                                                                  | -                                                                           |
| 306/312                      | クリリン                                                 | 1                  | マジック           | 地球人             | 900                | ホワイト/ブラック                                                                  | -                                                                           |
| 313/319/325                  | スーパーサイヤ人 ベジータ                                | 2                  | バランス           | サイヤ人           | 1400               | クリアグリーン クリアオレンジ クリアイエロー                                       | ディスクロスケースSP01に再録（ガッツ）                                      |
| 314/320/326                  | ハッチヒャック                                           | 2                  | スピード           | サイボーグ         | 1500               | クリアグリーン クリアオレンジ クリアイエロー                                       | スペシャルスターターセット02に再録                                          |
| 315/321/327                  | 魔人ブウ（悪）                                           | 2                  | ガッツ             | 魔人               | 1500               | クリアグリーン クリアオレンジ クリアイエロー                                       | -                                                                           |
| 316/322/328                  | スーパーサイヤ人 ベジット                                | 2                  | トリック           | フュージョン       | 1600               | クリアグリーン クリアオレンジ クリアイエロー                                       | -                                                                           |
| 317/323/329                  | フリーザ（第1形態）                                      | 3                  | パワー             | 宇宙人             | 1900               | クリアグリーン クリアオレンジ クリアイエロー                                       | -                                                                           |
| 318/324/330                  | バーダック                                               | 3                  | マジック           | サイヤ人           | 1900               | クリアグリーン クリアオレンジ クリアイエロー                                       | -                                                                           |
| 331                          | スーパーサイヤ人2 孫悟飯（少年期）                       | 4                  | バランス           | サイヤ人           | 2400               | スカイブルー                                                                       | -                                                                           |
| 332                          | セル（完全体）                                           | 4                  | スピード           | サイボーグ         | 2300               | グリーン                                                                           | -                                                                           |
| 333                          | ウイス                                                   | 5                  | ガッツ             | 神                 | 2700               | ブルー                                                                             | -                                                                           |
| 334                          | 破壊神ビルス                                             | 5                  | トリック           | 神                 | 2800               | ピンク                                                                             | -                                                                           |
| 335                          | SSGSS（スーパーサイヤ人ゴッドスーパーサイヤ人） ベジータ | 5                  | パワー             | サイヤ人           | 2900               | レッド                                                                             | -                                                                           |
| 336                          | SSGSS（スーパーサイヤ人ゴッドスーパーサイヤ人） 孫悟空   | 5                  | マジック           | サイヤ人           | 2900               | バイオレット                                                                       | -                                                                           |
| 337                          | 伝説のスーパーサイヤ人 ブロリー                          | 5                  | バランス           | サイヤ人           | 2900               | パープル                                                                           | Wブースターパック新録                                                       |
| 338                          | スーパーサイヤ人3 孫悟空                                 | 5                  | スピード           | サイヤ人           | 2800               | オレンジ                                                                           | Wブースターパック新録                                                       |

| 077 | ウイス                        | チェーン     | 神           | 1800 | 3 |
| 078 | 破壊神ビルス                  | バースト     | 神           | 1900 | 3 |
| 079 | スーパーサイヤ人ゴッド 孫悟空 | カウンター   | サイヤ人     | 2000 | 3 |
| 080 | アルティメット悟飯            | ディフェンス | サイヤ人     | 1400 | 2 |
| 081 | スーパーサイヤ人3 孫悟空      | バースト     | サイヤ人     | 1300 | 2 |
| 082 | フリーザ（最終形態）          | ディフェンス | 宇宙人       | 1200 | 2 |
| 083 | スーパーサイヤ人 ゴテンクス   | チェーン     | フュージョン | 700  | 1 |
| 084 | トランクス（青年期）          | カウンター   | サイヤ人     | 500  | 1 |

神力暴走編
| バトルディスクロス | バトルディスクロス                                       | バトルディスクロス | バトルディスクロス | バトルディスクロス | バトルディスクロス | バトルディスクロス | バトルディスクロス                             |
| ナンバー           | キャラ名                                                 | レア度             | タイプ             | 属性               | 神力               | 暴走               | フレーム                                       |
| 01 -激情の帝王-    | 01 -激情の帝王-                                          | 01 -激情の帝王-    | 01 -激情の帝王-    | 01 -激情の帝王-    | 01 -激情の帝王-    | 01 -激情の帝王-    | 01 -激情の帝王-                                |
| ------------------ | -------------------------------------------------------- | ------------------ | ------------------ | ------------------ | ------------------ | ------------------ | ---------------------------------------------- |
| 352/358            | 孫悟空                                                   | 1                  | タイム             | サイヤ人           | 900                | なし               | オレンジ/ネイビー                              |
| 353/359            | ベジータ                                                 | 1                  | マグネット         | サイヤ人           | 900                | なし               | オレンジ/ネイビー                              |
| 354/360            | タゴマ                                                   | 1                  | ガッツ             | 宇宙人             | 500/1100           | 360                | オレンジ/ネイビー                              |
| 355/361            | ソルベ                                                   | 1                  | トリック           | 宇宙人             | 600/1200           | 355                | オレンジ/ネイビー                              |
| 356/362            | フリーザ（第1形態）                                      | 1                  | パワー             | 宇宙人             | 700/1300           | 356                | オレンジ/ネイビー                              |
| 357/363            | フリーザ（第2形態）                                      | 1                  | マジック           | 宇宙人             | 800/1400           | 363                | オレンジ/ネイビー                              |
| 364/370/376        | フリーザ（第3形態）                                      | 2                  | タイム             | 宇宙人             | 1200/1800          | 364                | クリアレッド クリアブラック クリアスカイブルー |
| 365/371/377        | フリーザ（最終形態）                                     | 2                  | マグネット         | 宇宙人             | 1400/2000          | 371                | クリアレッド クリアブラック クリアスカイブルー |
| 366/372/378        | ジャコ                                                   | 2                  | ガッツ             | 宇宙人             | 1300               | なし               | クリアレッド クリアブラック クリアスカイブルー |
| 367/373/379        | スーパーサイヤ人 孫悟飯（青年期）                        | 2                  | トリック           | サイヤ人           | 1500/2100          | 373                | クリアレッド クリアブラック クリアスカイブルー |
| 368/374/380        | スーパーサイヤ人 ベジット                                | 3                  | パワー             | フュージョン       | 1900/2500          | 368                | クリアレッド クリアブラック クリアスカイブルー |
| 369/375/381        | スーパーサイヤ人 ゴジータ                                | 3                  | マジック           | フュージョン       | 1900/2500          | 375                | クリアレッド クリアブラック クリアスカイブルー |
| 382                | SSGSS（スーパーサイヤ人ゴッドスーパーサイヤ人） 孫悟空   | 5                  | タイム             | サイヤ人           | 3500               | あり               | スカイブルー                                   |
| 383                | SSGSS（スーパーサイヤ人ゴッドスーパーサイヤ人） ベジータ | 5                  | マグネット         | サイヤ人           | 3500               | あり               | ワインレッド                                   |
| 384                | 破壊神ビルス                                             | 5                  | ガッツ             | 神                 | 2700               | なし               | イエロー                                       |
| 385                | ゴールデンフリーザ                                       | 5                  | トリック           | 宇宙人             | 3300               | あり               | オレンジ                                       |
| 386                | スーパーサイヤ人4 ゴジータ                               | 4                  | パワー             | フュージョン       | 2300               | なし               | レッド                                         |
| 387                | ウイス                                                   | 4                  | マジック           | 神                 | 2400               | なし               | ライトグリーン                                 |
| 388                | ヒルデガーン                                             | 5                  | パワー             | 魔人               | 3300               | あり               | レッド                                         |
| 389                | スーパーサイヤ人3 孫悟空（龍拳）                         | 5                  | マジック           | サイヤ人           | 2800               | なし               | パープル                                       |
| 02 -破壊神の鉄槌-  |                                                          |                    |                    |                    |                    |                    |                                                |
| 410/416            | 孫悟空                                                   | 1                  | パワー             | サイヤ人           | 800/1400           | 410                | オレンジ/ネイビー                              |
| 411/417            | ベジータ                                                 | 1                  | マジック           | サイヤ人           | 700/1300           | 411                | オレンジ/ネイビー                              |
| 412/418            | パイクーハン                                             | 1                  | ガッツ             | 宇宙人             | 600/1200           | 412                | オレンジ/ネイビー                              |
| 413/419            | スーパーサイヤ人2 孫悟飯（少年期）                       | 1                  | トリック           | サイヤ人           | 900/1500           | 419                | オレンジ/ネイビー                              |
| 414/420            | タピオン                                                 | 1                  | タイム             | 宇宙人             | 700/1300           | 420                | オレンジ/ネイビー                              |
| 415/421            | メタルクウラ                                             | 1                  | マグネット         | サイボーグ         | 600/1200           | 421                | オレンジ/ネイビー                              |
| 422/428/434        | ボージャック                                             | 2                  | パワー             | 宇宙人             | 1400/2000          | 422/428            | クリアレッド クリアブラック クリアスカイブルー |
| 423/429/435        | スーパーサイヤ人 ゴテンクス                              | 2                  | マジック           | フュージョン       | 1300/1900          | 423/429            | クリアレッド クリアブラック クリアスカイブルー |
| 424/430/436        | ピッコロ                                                 | 2                  | ガッツ             | 宇宙人             | 1100/1700          | 430/436            | クリアレッド クリアブラック クリアスカイブルー |
| 425/431/437        | 魔人ブウ                                                 | 2                  | トリック           | 魔人               | 1200/1800          | 431/437            | クリアレッド クリアブラック クリアスカイブルー |
| 426/432/438        | ウイス                                                   | 3                  | タイム             | 神                 | 1900/2500          | 426/438            | クリアレッド クリアブラック クリアスカイブルー |
| 427/433/439        | 破壊神ビルス                                             | 3                  | マグネット         | 神                 | 1800/2400          | 427/439            | クリアレッド クリアブラック クリアスカイブルー |
| 440                | 黄金の大猿                                               | 4                  | パワー             | サイヤ人           | 3100               | あり               | レッド                                         |
| 441                | スーパーサイヤ人 トランクス（青年期）                    | 4                  | マジック           | サイヤ人           | 3200               | あり               | ライトグリーン                                 |
| 442                | SSGSS（スーパーサイヤ人ゴッドスーパーサイヤ人） 孫悟空   | 5                  | ガッツ             | サイヤ人           | 3500               | あり               | イエロー                                       |
| 443                | SSGSS（スーパーサイヤ人ゴッドスーパーサイヤ人） ベジータ | 5                  | トリック           | サイヤ人           | 3500               | あり               | ピンク                                         |
| 444                | 破壊神シャンパ                                           | 5                  | タイム             | 神                 | 3500               | あり               | ブルー                                         |
| 445                | ヴァドス                                                 | 5                  | マグネット         | 神                 | 3300               | あり               | グリーン                                       |
| 446                | 伝説のスーパーサイヤ人 ブロリー                          | 5                  | パワー             | サイヤ人           | 3400               | あり               | レッド                                         |
| 447                | 破壊王子ベジータ                                         | 5                  | マジック           | 魔人               | 3200               | あり               | バイオレット                                   |
| EXブースターパック |                                                          |                    |                    |                    |                    |                    |                                                |
| 474                | メカフリーザ                                             | 1                  | パワー             | サイボーグ         | 1500               | あり               | オレンジ                                       |
| 475                | 魔人ブウ                                                 | 1                  | マジック           | 魔人               | 1400               | あり               | オレンジ                                       |
| 476                | コルド大王                                               | 1                  | ガッツ             | 宇宙人             | 1300               | あり               | ネイビー                                       |
| 477                | スーパーサイヤ人 トランクス（青年期）                    | 1                  | トリック           | サイヤ人           | 1500               | あり               | ネイビー                                       |
| 478                | バーダック                                               | 1                  | タイム             | サイヤ人           | 1500               | あり               | ホワイト                                       |
| 479                | スーパーサイヤ人2 孫悟飯（少年期）                       | 1                  | マグネット         | サイヤ人           | 1400               | あり               | ホワイト                                       |
| 480                | スーパーサイヤ人 ゴテンクス                              | 2                  | タイム             | フュージョン       | 1900               | あり               | クリアレッド                                   |
| 481                | スーパーサイヤ人 ベジット                                | 2                  | マグネット         | フュージョン       | 2000               | あり               | クリアレッド                                   |
| 482                | 破壊神ビルス                                             | 3                  | パワー             | 神                 | 2500               | あり               | クリアブラック                                 |
| 483                | スーパーサイヤ人ゴッド 孫悟空                            | 3                  | マジック           | サイヤ人           | 2500               | あり               | クリアブラック                                 |
| 484                | SSGSS（スーパーサイヤ人ゴッドスーパーサイヤ人） 孫悟空   | 5                  | タイム             | サイヤ人           | 3500               | あり               | スカイブルー                                   |
| 485                | SSGSS（スーパーサイヤ人ゴッドスーパーサイヤ人） ベジータ | 5                  | マグネット         | サイヤ人           | 3400               | あり               | ワインレッド                                   |

| ライジングディスクロス | ライジングディスクロス                                   | ライジングディスクロス | ライジングディスクロス | ライジングディスクロス | ライジングディスクロス |                 |                 |
| ナンバー               | キャラ名                                                 | アビリティ             | 属性                   | 神力                   | レベル                 |                 |                 |
| 01 -激情の帝王-        | 01 -激情の帝王-                                          | 01 -激情の帝王-        | 01 -激情の帝王-        | 01 -激情の帝王-        | 01 -激情の帝王-        | 01 -激情の帝王- | 01 -激情の帝王- |
| ---------------------- | -------------------------------------------------------- | ---------------------- | ---------------------- | ---------------------- | ---------------------- | --------------- | --------------- |
| 035                    | スーパーサイヤ人 ベジット                                | チェーン               | フュージョン           | 1400                   | 2                      |                 |                 |
| 036                    | SSGSS（スーパーサイヤ人ゴッドスーパーサイヤ人） 孫悟空   | バースト               | サイヤ人               | 2000                   | 3                      |                 |                 |
| 037                    | SSGSS（スーパーサイヤ人ゴッドスーパーサイヤ人） ベジータ | カウンター             | サイヤ人               | 1900                   | 3                      |                 |                 |
| 038                    | スーパーサイヤ人2 孫悟飯（少年期）                       | ディフェンス           | サイヤ人               | 1000                   | 2                      |                 |                 |
| 039                    | セル（超完全体）                                         | バースト               | サイボーグ             | 1300                   | 2                      |                 |                 |
| 040                    | バーダック                                               | ディフェンス           | サイヤ人               | 700                    | 1                      |                 |                 |
| 041                    | 魔人ブウ（善）                                           | チェーン               | 魔人                   | 700                    | 1                      |                 |                 |
| 042                    | ウイス                                                   | カウンター             | 神                     | 1900                   | 3                      |                 |                 |
| 02 -破壊神の鉄槌-      |                                                          |                        |                        |                        |                        |                 |                 |
| 047                    | スーパーサイヤ人3 孫悟空                                 | チェーン               | サイヤ人               | 2000                   | 3                      |                 |                 |
| 048                    | スーパーサイヤ人 ブロリー                                | バースト               | サイヤ人               | 1400                   | 2                      |                 |                 |
| 049                    | フリーザ（最終形態）                                     | カウンター             | 宇宙人                 | 1900                   | 3                      |                 |                 |
| 050                    | スーパーサイヤ人 ベジータ                                | ディフェンス           | サイヤ人               | 1800                   | 3                      |                 |                 |
| 051                    | セル（第1形態）                                          | バースト               | サイボーグ             | 1300                   | 2                      |                 |                 |
| 052                    | スーパーサイヤ人 トランクス（青年期）                    | ディフェンス           | サイヤ人               | 700                    | 1                      |                 |                 |
| 053                    | スーパーサイヤ人 孫悟空                                  | チェーン               | サイヤ人               | 1300                   | 2                      |                 |                 |
| 054                    | スーパーサイヤ人 ゴテンクス                              | カウンター             | フュージョン           | 700                    | 1                      |                 |                 |

神力覚醒編
| ナンバー     | キャラ名                                                             | レア度       | タイプ       | 属性         | 神力         | フレーム           |
| 神力覚醒編01 | 神力覚醒編01                                                         | 神力覚醒編01 | 神力覚醒編01 | 神力覚醒編01 | 神力覚醒編01 | 神力覚醒編01       |
| ------------ | -------------------------------------------------------------------- | ------------ | ------------ | ------------ | ------------ | ------------------ |
| 486          | マゲッタ                                                             | 1            | パワー       | 宇宙人       | 1200         | クリアオレンジ     |
| 487          | ボタモ                                                               | 1            | マジック     | 宇宙人       | 1400         | クリアオレンジ     |
| 488          | バーダック                                                           | 1            | バランス     | サイヤ人     | 1300         | クリアオレンジ     |
| 489          | スーパーサイヤ人 孫悟飯（未来）                                      | 1            | スピード     | サイヤ人     | 1500         | クリアオレンジ     |
| 490          | トワ                                                                 | 1            | タイム       | 魔人         | 1500         | クリアオレンジ     |
| 491          | 超（スーパー）17号                                                   | 1            | マグネット   | サイボーグ   | 1400         | クリアオレンジ     |
| 492          | スーパーサイヤ人 トランクス：ゼノ                                    | 2            | パワー       | サイヤ人     | 1500         | クリアスカイブルー |
| 493          | ヴァドス                                                             | 3            | マジック     | 神           | 2400         | クリアスカイブルー |
| 494          | スーパーサイヤ人 ブロリー                                            | 3            | バランス     | サイヤ人     | 2500         | クリアスカイブルー |
| 495          | ミラ                                                                 | 2            | サイボーグ   | スピード     | 1900         | クリアスカイブルー |
| 496          | ウイス                                                               | 3            | タイム       | 神           | 2500         | クリアスカイブルー |
| 497          | フロスト（第1形態）                                                  | 3            | マグネット   | 宇宙人       | 2400         | クリアスカイブルー |
| 498          | 破壊神ビルス                                                         | 4            | パワー       | 神           | 3000         | レッド             |
| 499          | 破壊神シャンパ                                                       | 4            | マジック     | 神           | 3000         | バイオレット       |
| 500          | SSGSS（スーパーサイヤ人ゴッドスーパーサイヤ人） ベジータ             | 5            | バランス     | サイヤ人     | 3400         | スカイブルー       |
| 501          | キャベ                                                               | 5            | スピード     | サイヤ人     | 3400         | グリーン           |
| 502          | SSGSS（スーパーサイヤ人ゴッドスーパーサイヤ人） 孫悟空               | 5            | タイム       | サイヤ人     | 3500         | ブルー             |
| 503          | ヒット                                                               | 5            | マグネット   | 宇宙人       | 3500         | レッド             |
| 神力覚醒編02 |                                                                      |              |              |              |              |                    |
| 518          | トランクス（未来）                                                   | 1            | パワー       | サイヤ人     | 1400         | クリアオレンジ     |
| 519          | マイ（未来）                                                         | 1            | マジック     | 地球人       | 1200         | クリアオレンジ     |
| 520          | スーパーサイヤ人 ベジット                                            | 1            | ガッツ       | フュージョン | 1500         | クリアオレンジ     |
| 521          | セル（完全体）                                                       | 1            | トリック     | サイボーグ   | 1400         | クリアオレンジ     |
| 522          | フリーザ（最終形態）                                                 | 1            | タイム       | 宇宙人       | 1300         | クリアオレンジ     |
| 523          | 魔人ブウ（純粋）                                                     | 1            | マグネット   | 魔人         | 1400         | クリアオレンジ     |
| 524          | スーパーサイヤ人 ゴジータ                                            | 2            | パワー       | フュージョン | 2400         | クリアスカイブルー |
| 525          | ジャネンバ                                                           | 2            | マジック     | 魔人         | 2300         | クリアスカイブルー |
| 526          | スーパーサイヤ人4 ゴジータ                                           | 3            | ガッツ       | フュージョン | 2600         | クリアスカイブルー |
| 527          | ハッチヒャック                                                       | 3            | トリック     | サイボーグ   | 2500         | クリアスカイブルー |
| 528          | 黄金の大猿                                                           | 3            | タイム       | サイヤ人     | 2500         | クリアスカイブルー |
| 529          | スーパーサイヤ人3 孫悟空                                             | 3            | マグネット   | サイヤ人     | 2600         | クリアスカイブルー |
| 530          | 伝説のスーパーサイヤ人 ブロリー                                      | 5            | パワー       | サイヤ人     | 3600         | ブルー             |
| 531          | スーパーベビー（2）                                                  | 5            | マジック     | 宇宙人       | 3400         | イエロー           |
| 532          | スーパーサイヤ人 トランクス（未来）                                  | 5            | ガッツ       | サイヤ人     | 3500         | パープル           |
| 533          | ゴクウブラック                                                       | 5            | トリック     | サイヤ人     | 3700         | ピンク             |
| 534          | SSGSS（スーパーサイヤ人ゴッドスーパーサイヤ人） 孫悟空（界王拳10倍） | 5            | タイム       | サイヤ人     | 3700         | レッド             |
| 535          | SSGSS（スーパーサイヤ人ゴッドスーパーサイヤ人） ベジータ             | 5            | マグネット   | サイヤ人     | 3600         | ライトグリーン     |
| 神力覚醒編03 |                                                                      |              |              |              |              |                    |
| 536          | トランクス（未来）                                                   | 1            | パワー       | サイヤ人     | 1500         | クリアオレンジ     |
| 537          | マイ（未来）                                                         | 1            | マジック     | 地球人       | 1300         | クリアオレンジ     |
| 538          | ピッコロ                                                             | 1            | バランス     | 宇宙人       | 1700         | クリアオレンジ     |
| 539          | パパリ星人                                                           | 1            | スピード     | 宇宙人       | 1200         | クリアオレンジ     |
| 540          | スーパーサイヤ人 トランクス（少年期）                                | 1            | タイム       | サイヤ人     | 1400         | クリアオレンジ     |
| 541          | スーパーサイヤ人 孫悟天（少年期）                                    | 1            | マグネット   | サイヤ人     | 1400         | クリアオレンジ     |
| 542          | スーパーサイヤ人 ゴジータ                                            | 2            | パワー       | フュージョン | 2100         | クリアスカイブルー |
| 543          | スーパーサイヤ人 ベジット                                            | 2            | マジック     | フュージョン | 2100         | クリアスカイブルー |
| 544          | スーパーサイヤ人 孫悟空                                              | 3            | バランス     | サイヤ人     | 2300         | クリアスカイブルー |
| 545          | スーパーサイヤ人 ベジータ                                            | 3            | スピード     | サイヤ人     | 2300         | クリアスカイブルー |
| 546          | ゴクウブラック                                                       | 3            | タイム       | 神           | 2400         | クリアスカイブルー |
| 547          | ウイス                                                               | 3            | マグネット   | 神           | 2500         | クリアスカイブルー |
| 548          | SSGSS（スーパーサイヤ人ゴッドスーパーサイヤ人） 孫悟空（界王拳）     | 5            | パワー       | サイヤ人     | 3800         | グリーン           |
| 549          | スーパーサイヤ人ロゼ ゴクウブラック                                  | 5            | マジック     | 神           | 3900         | ピンク             |
| 550          | SSGSS（スーパーサイヤ人ゴッドスーパーサイヤ人） ベジータ             | 5            | バランス     | サイヤ人     | 3800         | レッド             |
| 551          | ザマス（不死身）                                                     | 5            | スピード     | 神           | 3700         | オレンジ           |
| 552          | スーパーサイヤ人 トランクス（未来）                                  | 5            | タイム       | サイヤ人     | 3600         | ブルー             |
| 553          | 破壊神ビルス                                                         | 5            | マグネット   | 神           | 3800         | イエロー           |

### 玩具関連
| バトルディスクロス                                 | バトルディスクロス                                       | バトルディスクロス         | バトルディスクロス         | バトルディスクロス         | バトルディスクロス         | バトルディスクロス         | バトルディスクロス         |
| ナンバー                                           | キャラ名                                                 | レア度                     | タイプ                     | 属性                       | 神力                       | フレーム                   | 備考                       |
| スペシャルスターターセット                         | スペシャルスターターセット                               | スペシャルスターターセット | スペシャルスターターセット | スペシャルスターターセット | スペシャルスターターセット | スペシャルスターターセット | スペシャルスターターセット |
| -------------------------------------------------- | -------------------------------------------------------- | -------------------------- | -------------------------- | -------------------------- | -------------------------- | -------------------------- | -------------------------- |
| 209                                                | SSGSS（スーパーサイヤ人ゴッドスーパーサイヤ人） 孫悟空   | 5                          | マジック                   | サイヤ人                   | 2900                       | バイオレット               | 01                         |
| 210                                                | SSGSS（スーパーサイヤ人ゴッドスーパーサイヤ人） ベジータ | 5                          | パワー                     | サイヤ人                   | 2900                       | レッド                     | 01                         |
| 339                                                | スーパーサイヤ人ゴッド 孫悟空                            | 5                          | パワー                     | サイヤ人                   | 2900                       | レッド                     | 02                         |
| 340                                                | 破壊神ビルス                                             | 5                          | マジック                   | 神                         | 2800                       | ライトグリーン             | 02                         |
| オフィシャルディスクロスホルダー                   |                                                          |                            |                            |                            |                            |                            |                            |
| 211                                                | スーパーサイヤ人 孫悟空                                  | 3                          | バランス                   | サイヤ人                   | 1900                       | クリアオレンジ             | 01                         |
| 341                                                | スーパーサイヤ人2 トランクス                             | 3                          | バランス                   | サイヤ人                   | 1900                       | クリアレッド               | 02                         |
| 454                                                | ウイス                                                   | 5                          | タイム                     | 神                         | 3400                       | スカイブルー               | DX                         |
| 455                                                | SSGSS（スーパーサイヤ人ゴッドスーパーサイヤ人） 孫悟空   | 5                          | マグネット                 | サイヤ人                   | 3400                       | ワインレッド               | DX                         |
| 456                                                | SSGSS（スーパーサイヤ人ゴッドスーパーサイヤ人） ベジータ | 5                          | トリック                   | サイヤ人                   | 3300                       | ピンク                     | DX                         |
| 457                                                | スーパーサイヤ人ゴッド 孫悟空                            | 5                          | マジック                   | サイヤ人                   | 3300                       | バイオレット               | DX                         |
| 458                                                | フリーザ（最終形態）                                     | 5                          | パワー                     | 宇宙人                     | 3200                       | レッド                     | DX                         |
| ディスクロスケース                                 |                                                          |                            |                            |                            |                            |                            |                            |
| 398                                                | スーパーサイヤ人4 孫悟空                                 | 5                          | パワー                     | サイヤ人                   | 2900                       | ディープブルー             | SP01                       |
| 399                                                | スーパーサイヤ人4 ベジータ                               | 5                          | マジック                   | サイヤ人                   | 2900                       | ライトグリーン             | SP01                       |
| ライジングディスクロスセット                       |                                                          |                            |                            |                            |                            |                            |                            |
| 452                                                | 超（スーパー）17号                                       | 3                          | パワー                     | サイボーグ                 | 2400                       | クリアグリーン             | 04                         |
| 453                                                | スーパーサイヤ人 ブロリー                                | 3                          | マジック                   | サイヤ人                   | 2500                       | クリアグリーン             | 05                         |
| 472                                                | スーパーサイヤ人 孫悟飯（青年期）                        | 3                          | マグネット                 | サイヤ人                   | 2400                       | クリアブラック             | 06                         |
| 473                                                | スーパーサイヤ人 ゴジータ                                | 3                          | タイム                     | フュージョン               | 2500                       | クリアブラック             | 07                         |
| 514                                                | SSGSS（スーパーサイヤ人ゴッドスーパーサイヤ人） 孫悟空   | 5                          | タイム                     | サイヤ人                   | 3400                       | スカイブルー               | 超セット                   |
| ドラゴンボール ディスクロス ガム（キャンディトイ） |                                                          |                            |                            |                            |                            |                            |                            |
| 459                                                | スーパーサイヤ人3 ゴテンクス                             | 2                          | ガッツ                     | フュージョン               | 1800                       | クリアレッド               | 第3弾                      |
| 460                                                | スーパーサイヤ人 ゴジータ                                | 2                          | バランス                   | フュージョン               | 1900                       | クリアレッド               | 第3弾                      |
| 461                                                | スーパーサイヤ人 ベジット                                | 2                          | スピード                   | フュージョン               | 2200                       | クリアレッド               | 第3弾                      |
| 515                                                | 破壊神シャンパ                                           | 3                          | ガッツ                     | 神                         | 2500                       | クリアスカイブルー         | 第4弾                      |
| 516                                                | ヴァドス                                                 | 3                          | パワー                     | 神                         | 2500                       | クリアスカイブルー         | 第4弾                      |
| 517                                                | キャベ                                                   | 3                          | スピード                   | サイヤ人                   | 2400                       | クリアスカイブルー         | 第4弾                      |

| ライジングディスクロス                                                | ライジングディスクロス                                   | ライジングディスクロス       | ライジングディスクロス       | ライジングディスクロス       | ライジングディスクロス       |
| ナンバー                                                              | キャラ名                                                 | アビリティ                   | 属性                         | 神力                         | レベル                       |
| スペシャルスターターセット02                                          | スペシャルスターターセット02                             | スペシャルスターターセット02 | スペシャルスターターセット02 | スペシャルスターターセット02 | スペシャルスターターセット02 |
| --------------------------------------------------------------------- | -------------------------------------------------------- | ---------------------------- | ---------------------------- | ---------------------------- | ---------------------------- |
| 085                                                                   | スーパーサイヤ人 孫悟空                                  | カウンター                   | サイヤ人                     | 1900                         | 3                            |
| 086                                                                   | 伝説のスーパーサイヤ人 ブロリー                          | バースト                     | サイヤ人                     | 2000                         | 3                            |
| DXオフィシャルディスクロスホルダーセット                              |                                                          |                              |                              |                              |                              |
| 046                                                                   | 破壊神ビルス                                             | チェーン                     | 神                           | 2000                         | 3                            |
| 047                                                                   | ゴールデンフリーザ                                       | ディフェンス                 | 宇宙人                       | 2000                         | 3                            |
| ライジングスカウター                                                  |                                                          |                              |                              |                              |                              |
| 001/004                                                               | SSGSS（スーパーサイヤ人ゴッドスーパーサイヤ人） 孫悟空   | バースト                     | サイヤ人                     | 2000                         | 3                            |
| 002/005                                                               | SSGSS（スーパーサイヤ人ゴッドスーパーサイヤ人） ベジータ | チェーン                     | サイヤ人                     | 2000                         | 3                            |
| 003/006                                                               | ウイス                                                   | ディフェンス                 | 神                           | 1400                         | 2                            |
| ライジングディスクロスセット01 -悟空と仲間たち-                       |                                                          |                              |                              |                              |                              |
| 007                                                                   | スーパーサイヤ人3 孫悟空                                 | カウンター                   | サイヤ人                     | 1800                         | 3                            |
| 008                                                                   | アルティメット悟飯                                       | チェーン                     | サイヤ人                     | 1200                         | 2                            |
| 009                                                                   | スーパーサイヤ人 ゴテンクス                              | バースト                     | フュージョン                 | 800                          | 2                            |
| 010                                                                   | トランクス                                               | ディフェンス                 | サイヤ人                     | 500                          | 1                            |
| ライジングディスクロスセット02 -伝説のスーパーサイヤ人 ブロリー登場!- |                                                          |                              |                              |                              |                              |
| 011                                                                   | 伝説のスーパーサイヤ人 ブロリー                          | チェーン                     | サイヤ人                     | 1900                         | 3                            |
| 012                                                                   | スーパーサイヤ人 ベジータ （破壊王子ベジータ）           | ディフェンス                 | サイヤ人                     | 900                          | 2                            |
| 013                                                                   | スーパーサイヤ人 トランクス（青年期）                    | ディフェンス                 | サイヤ人                     | 800                          | 2                            |
| 014                                                                   | セル（第1形態）                                          | チェーン                     | サイボーグ                   | 600                          | 1                            |
| ライジングディスクロスセット03 -恐怖!最強の敵-                        |                                                          |                              |                              |                              |                              |
| 015                                                                   | 破壊神ビルス                                             | バースト                     | 神                           | 1900                         | 3                            |
| 016                                                                   | ゴールデンフリーザ                                       | カウンター                   | 宇宙人                       | 1400                         | 2                            |
| 017                                                                   | 魔人ブウ（善）                                           | カウンター                   | 魔人                         | 800                          | 2                            |
| 018                                                                   | ベジータ                                                 | バースト                     | サイヤ人                     | 500                          | 1                            |
| ライジングディスクロスセット04 -受け継げ!超戦士の強さ-                |                                                          |                              |                              |                              |                              |
| 019                                                                   | SSGSS（スーパーサイヤ人ゴッドスーパーサイヤ人） 孫悟空   | カウンター                   | サイヤ人                     | 2000                         | 3                            |
| 020                                                                   | SSGSS（スーパーサイヤ人ゴッドスーパーサイヤ人） ベジータ | チェーン                     | サイヤ人                     | 1400                         | 2                            |
| 021                                                                   | バーダック                                               | チェーン                     | サイヤ人                     | 900                          | 2                            |
| 022                                                                   | スーパーサイヤ人 孫悟飯（青年期）                        | カウンター                   | サイヤ人                     | 500                          | 1                            |
| ライジングディスクロスセット05 -貫け!超戦士のプライド-                |                                                          |                              |                              |                              |                              |
| 023                                                                   | SSGSS（スーパーサイヤ人ゴッドスーパーサイヤ人） ベジータ | ディフェンス                 | サイヤ人                     | 2000                         | 3                            |
| 024                                                                   | SSGSS（スーパーサイヤ人ゴッドスーパーサイヤ人） 孫悟空   | バースト                     | サイヤ人                     | 1200                         | 2                            |
| 025                                                                   | スーパーサイヤ人 トランクス（青年期）                    | バースト                     | サイヤ人                     | 900                          | 2                            |
| 026                                                                   | スーパーサイヤ人3 ゴテンクス                             | ディフェンス                 | フュージョン                 | 500                          | 1                            |
| ライジングディスクロスセット06 -激突!最強VS最強-                      |                                                          |                              |                              |                              |                              |
| 027                                                                   | スーパーサイヤ人ゴッド 孫悟空                            | チェーン                     | サイヤ人                     | 1800                         | 3                            |
| 028                                                                   | 伝説のスーパーサイヤ人 ブロリー                          | ディフェンス                 | サイヤ人                     | 1400                         | 2                            |
| 029                                                                   | フリーザ（最終形態）                                     | バースト                     | 宇宙人                       | 800                          | 2                            |
| 030                                                                   | スーパーサイヤ人 孫悟天（少年期）                        | カウンター                   | サイヤ人                     | 500                          | 1                            |
| ライジングディスクロスセット07 -宿命のライバル、融合!-                |                                                          |                              |                              |                              |                              |
| 031                                                                   | スーパーサイヤ人 ベジット                                | バースト                     | フュージョン                 | 1600                         | 3                            |
| 032                                                                   | スーパーサイヤ人3 孫悟空                                 | ディフェンス                 | サイヤ人                     | 1400                         | 2                            |
| 033                                                                   | スーパーサイヤ人 ベジータ                                | カウンター                   | サイヤ人                     | 800                          | 2                            |
| 034                                                                   | セル（超完全体）                                         | チェーン                     | サイボーグ                   | 500                          | 1                            |
| ライジングディスクロス超セット -集まれ、歴代の超戦士!-                |                                                          |                              |                              |                              |                              |
| 092                                                                   | スーパーサイヤ人 ブロリー                                | チェーン                     | サイヤ人                     | 2000                         | 3                            |
| 096                                                                   | ベジータ                                                 | チェーン                     | サイヤ人                     | 1000                         | 2                            |
| 103                                                                   | スーパーサイヤ人 トランクス（少年期）                    | カウンター                   | サイヤ人                     | 1500                         | 3                            |
| 104                                                                   | 孫悟空                                                   | バースト                     | サイヤ人                     | 2000                         | 3                            |
| 106                                                                   | スーパーサイヤ人 孫悟空                                  | カウンター                   | サイヤ人                     | 2000                         | 3                            |
| 107                                                                   | スーパーサイヤ人 ベジータ                                | ディフェンス                 | サイヤ人                     | 2000                         | 3                            |
| 108                                                                   | 魔人ブウ（悪）                                           | バースト                     | 魔人                         | 2000                         | 3                            |
| ドラゴンボール ディスクロス ガム（キャンディトイ）第1弾               |                                                          |                              |                              |                              |                              |
| 056                                                                   | SSGSS（スーパーサイヤ人ゴッドスーパーサイヤ人） 孫悟空   | カウンター                   | サイヤ人                     | 1700                         | 3                            |
| 057                                                                   | SSGSS（スーパーサイヤ人ゴッドスーパーサイヤ人） ベジータ | カウンター                   | サイヤ人                     | 1600                         | 3                            |
| 058                                                                   | 破壊神ビルス                                             | チェーン                     | 神                           | 1500                         | 3                            |
| 059                                                                   | スーパーサイヤ人 孫悟空                                  | チェーン                     | サイヤ人                     | 500                          | 1                            |
| 060                                                                   | スーパーサイヤ人 孫悟飯（青年期）                        | ディフェンス                 | サイヤ人                     | 400                          | 1                            |
| 061                                                                   | ゴテンクス                                               | ディフェンス                 | フュージョン                 | 300                          | 1                            |
| 062                                                                   | ウイス                                                   | バースト                     | 神                           | 700                          | 1                            |
| ドラゴンボール ディスクロス ガム（キャンディトイ）第2弾               |                                                          |                              |                              |                              |                              |
| 063                                                                   | スーパーサイヤ人ゴッド 孫悟空                            | バースト                     | サイヤ人                     | 1700                         | 3                            |
| 064                                                                   | ゴールデンフリーザ                                       | バースト                     | 宇宙人                       | 1600                         | 3                            |
| 065                                                                   | スーパーサイヤ人 ベジット                                | チェーン                     | フュージョン                 | 1500                         | 3                            |
| 066                                                                   | ベジータ                                                 | チェーン                     | サイヤ人                     | 500                          | 1                            |
| 067                                                                   | 孫悟空                                                   | カウンター                   | サイヤ人                     | 600                          | 1                            |
| 068                                                                   | セル（完全体）                                           | カウンター                   | サイボーグ                   | 400                          | 1                            |
| 069                                                                   | 魔人ブウ（善）                                           | ディフェンス                 | 魔人                         | 400                          | 1                            |
| ドラゴンボール ディスクロス ガム（キャンディトイ）第3弾               |                                                          |                              |                              |                              |                              |
| 070                                                                   | SSGSS（スーパーサイヤ人ゴッドスーパーサイヤ人） 孫悟空   | チェーン                     | サイヤ人                     | 1800                         | 3                            |
| 071                                                                   | SSGSS（スーパーサイヤ人ゴッドスーパーサイヤ人） ベジータ | チェーン                     | サイヤ人                     | 1800                         | 3                            |
| 072                                                                   | 伝説のスーパーサイヤ人 ブロリー                          | バースト                     | サイヤ人                     | 1500                         | 3                            |
| 073                                                                   | フリーザ（第3形態）                                      | バースト                     | 宇宙人                       | 700                          | 1                            |
| 074                                                                   | 魔人ブウ（悪）                                           | カウンター                   | 魔人                         | 400                          | 1                            |
| 075                                                                   | スーパーサイヤ人 孫悟天（少年期）                        | カウンター                   | サイヤ人                     | 300                          | 1                            |
| 076                                                                   | スーパーサイヤ人 トランクス（少年期）                    | ディフェンス                 | サイヤ人                     | 300                          | 1                            |
| ドラゴンボール ディスクロス ガム（キャンディトイ）第4弾               |                                                          |                              |                              |                              |                              |
| 088                                                                   | フリーザ（第2形態）                                      | バースト                     | 宇宙人                       | 100                          | 1                            |
| 091                                                                   | 魔人ブウ（純粋）                                         | カウンター                   | 魔人                         | 400                          | 1                            |
| 095                                                                   | スーパーサイヤ人ゴッド 孫悟空                            | ディフェンス                 | サイヤ人                     | 500                          | 1                            |
| 098                                                                   | スーパーサイヤ人 ベジータ                                | チェーン                     | サイヤ人                     | 1500                         | 3                            |
| 099                                                                   | スーパーサイヤ人 ゴテンクス                              | カウンター                   | フュージョン                 | 400                          | 1                            |
| 100                                                                   | 孫悟空                                                   | バースト                     | サイヤ人                     | 1500                         | 3                            |
| 105                                                                   | ベジータ                                                 | チェーン                     | サイヤ人                     | 2000                         | 3                            |

### 雑誌付録・キャンペーン関連
| ナンバー | キャラ名 | レア度 | タイプ   | 属性         | 神力 | フレーム             | 備考                                           |
| -------- | --- | ------ | -------- | ------------ | ---- | -------------------- | ---------------------------------------------- |
| SP01     | スーパーサイヤ人 ゴジータ                                                                                      | 5      | バランス | フュージョン | 2500 | シルバー             | クロススタートブック懸賞品                     |
| SP02     | SSGSS（スーパーサイヤ人ゴッドスーパーサイヤ人） 孫悟空                                                         | 3      | バランス | サイヤ人     | 1800 | クリアホワイトブルー | Vジャンプ2015 7月号付録                        |
| SP03     | SSGSS（スーパーサイヤ人ゴッドスーパーサイヤ人） ベジータ                                                       | 3      | バランス | サイヤ人     | 1800 | クリアホワイトブルー | 最強ジャンプ2015 7月号付録                     |
| SP04     | ゴールデンフリーザ                                                                                             | 3      | バランス | 宇宙人       | 1800 | クリアイエロー       | DSソフト『超究極武闘伝』限定生産版付録         |
| 212      | 孫悟空（元気玉）                                                                                               | 7      | ドラゴン | サイヤ人     | 5000 | スーパー神龍         | 神力超（スーパー）解放キャンペーン限定賞品     |
| SP05     | スーパーサイヤ人4 ゴジータ                                                                                     | 3      | バランス | フュージョン | 2500 | クリアブラック       | Vジャンプ2016 1月号付録                        |
| SP06     | SSGSS（スーパーサイヤ人ゴッドスーパーサイヤ人） 孫悟空                                                         | 3      | バランス | サイヤ人     | 2500 | クリアブルー         | ジャンプフェスタ2015配布                       |
| SP07     | SSGSS（スーパーサイヤ人ゴッドスーパーサイヤ人） 孫悟空                                                         | 3      | バランス | サイヤ人     | 2500 | クリアブルー         | 神力上昇（ライジング）キャンペーン限定賞品     |
| SP08     | SSGSS（スーパーサイヤ人ゴッドスーパーサイヤ人） 孫悟空                                                         | 3      | バランス | サイヤ人     | 2500 | クリアグリーン       | 神力覚醒キャンペーン限定配布                   |
| SP09     | SSGSS（スーパーサイヤ人ゴッドスーパーサイヤ人）孫悟空& SSGSS（スーパーサイヤ人ゴッドスーパーサイヤ人）ベジータ | 7      | ドラゴン | サイヤ人     | 7000 | 神龍                 | 神力極限（エクストリーム）キャンペーン限定賞品 |

## 登場する敵チーム （筐体版）
神力暴走編以降のバージョンより、以下のチームのうち1つが登場する。『神力覚醒編』の最終アップデートでは新たに2チームが追加。
敵チーム一覧
| キャラ名                                                              | 属性       | 相性の良い属性          |
| --------------------------------------------------------------------- | ---------- | ----------------------- |
| 天津飯/餃子/桃白白                                                    | 地球人     | サイボーグ/魔人         |
| クリリン/亀仙人/ヤジロベー                                            | 地球人     | サイボーグ/魔人         |
| ベジータ/ナッパ/ラディッツ                                            | サイヤ人   | 神/地球人               |
| フリーザ一味A （フリーザ第1形態&ドドリア&ザーボン）                   | 宇宙人     | サイヤ人/神             |
| フリーザ一味B （フリーザ第1形態&コルド大王&クウラ最終形態）           | 宇宙人     | サイヤ人/神             |
| ギニュー特戦隊（リクーム&ジース&ギニュー）                            | 宇宙人     | サイヤ人/神             |
| 人造人間（16号&17号&18号）                                            | サイボーグ | 宇宙人/フュージョン     |
| セル（完全体）/ハッチヒャック/メタルクウラ                            | サイボーグ | 宇宙人/フュージョン     |
| セル（完全体）/メタルクウラ/超17号                                    | サイボーグ | 宇宙人/フュージョン     |
| 伝説のスーパーサイヤ人 ブロリー スーパーサイヤ人2 孫悟空/バーダック   | サイヤ人   | 神/地球人               |
| スーパーサイヤ人 ブロリー スーパーサイヤ人2 孫悟飯（少年期）&ベジータ | サイヤ人   | 神/地球人               |
| スーパーサイヤ人 孫悟飯&バーダック スーパーサイヤ人3 孫悟空           | サイヤ人   | 神/地球人               |
| スーパーサイヤ人3 孫悟空/スーパーサイヤ人 孫悟天/グレートサイヤマン   | サイヤ人   | 神/地球人               |
| ジャネンバ/ダーブラ/魔人ブウ（善）                                    | 魔人       | フュージョン/サイボーグ |
| スーパーサイヤ人 ゴテンクス&ゴジータ スーパーサイヤ人4 ゴジータ       | サイヤ人   | 神/地球人               |
| スーパーサイヤ人3 ゴテンクス スーパーサイヤ人 ゴジータ&ベジット       | サイヤ人   | 神/地球人               |
| 界王神/破壊神ビルス/ウイス                                            | 神         | 地球人/魔人             |
| ヒルデガーン/ダーブラ/魔人ブウ（純粋）                                | 魔人       | フュージョン/サイボーグ |
| フリーザ復活軍A （ソルベ&タゴマ&フリーザ第1形態）                     | 宇宙人     | サイヤ人/神             |
| フリーザ復活軍B （ソルベ&タゴマ&フリーザ最終形態）                    | 宇宙人     | サイヤ人/神             |
| フリーザ（第2形態）/スーパーベビー/チルド                             | 宇宙人     | サイヤ人/神             |
| 伝説のスーパーサイヤ人 ブロリー スーパーサイヤ人4 孫悟空&ベジータ     | サイヤ人   | 神/地球人               |
| 超一星龍/破壊神ビルス/ウイス                                          | 神         | 地球人/魔人             |
| 第6宇宙軍A （フロスト第1形態&マゲッタ&ボタモ）                        | 宇宙人     | サイヤ人/神             |
| 第6宇宙軍B （キャベ&フロスト最終形態&ヒット）                         | 宇宙人     | サイヤ人/神             |

小当りで入手できるSPボス
★の数が多いほど、大当りの期待度もアップする。
| キャラ名                            | 属性       | 相性の良い属性          | 期待度 |
| ----------------------------------- | ---------- | ----------------------- | ------ |
| ピッコロ大魔王                      | 宇宙人     | サイヤ人/神             | ★      |
| ガーリックJr.                       | 宇宙人     | サイヤ人/神             | ★      |
| Dr.ウィロー                         | サイボーグ | 宇宙人/フュージョン     | ★★     |
| スラッグ                            | 宇宙人     | サイヤ人/神             | ★      |
| クウラ（最終形態）                  | 宇宙人     | サイヤ人/神             | ★★     |
| メタルクウラ（6体）                 | サイボーグ | 宇宙人/フュージョン     | ★★     |
| メタルクウラコア                    | サイボーグ | 宇宙人/フュージョン     | ★★★    |
| 伝説のスーパーサイヤ人 ブロリー     | サイヤ人   | 神/地球人               | ★★★    |
| ボージャック（パワーアップ形態）    | 宇宙人     | サイヤ人/神             | ★★     |
| バイオブロリー                      | サイヤ人   | 神/地球人               | ★★     |
| ジャネンバ                          | 魔人       | フュージョン/サイボーグ | ★★★    |
| ヒルデガーン（完全体）              | 魔人       | フュージョン/サイボーグ | ★★★    |
| 黄金の大猿                          | サイヤ人   | 神/地球人               | ★★★    |
| 破壊神ビルス＆シャンパ              | 神         | 地球人/魔人             | ★★★★   |
| ゴクウブラック                      | 神         | 地球人/魔人             |        |
| スーパーサイヤ人ロゼ ゴクウブラック | 神         | 地球人/魔人             |        |
| ザマス（不死身）                    | 神         | 地球人/魔人             |        |

## ディスクロスラボのキャラクター
主にYouTube上の「ディスクロスちゃんねる」などで登場する。
- ディスクロスアナライザー
  - カプセルコーポレーションでディスクロスの研究をしている。ジンとジャンの2人がいる。
- カプ仙人
  - ディスクロスの様々な情報を持つ仙人。姿は亀仙人だが、後ろには巨大ディスクロスを背負っている。

## 封神ガシャポンについて
くじガシャポンはゲームクリア後の抽選で大当りが出ると左下の景品ガシャポンが回せるのが一般的だが、本作は大当りのさらに上である「超当り」がラインナップされ、大当りが出たとしてもさらに上のチャンスに進むことがある。これは翌年12月稼働の『SDガンダム モビルディスク』やネット版くじガシャポンにも採用された。
稼働当初は大当りがゴールドディスクロス、超当りがゴッドディスクロスだったが、2016年4月中旬稼動の神力覚醒編シリーズより、景品ディスクロスの在庫処分として筐体版の大当りを『スペシャルディスクロス』とすることを発表し、最新の景品ディスクロスは『レジェンドディスクロス』として超当りに統一された。なお、ネット版の景品は初期シリーズから一貫して変わっていない。

### 景品ディスクリスト
| ナンバー             | キャラ名                                                         | レア度             | タイプ             | 属性               | 神力               | フレーム           |
| ゴッドディスクロス   | ゴッドディスクロス                                               | ゴッドディスクロス | ゴッドディスクロス | ゴッドディスクロス | ゴッドディスクロス | ゴッドディスクロス |
| -------------------- | ---------------------------------------------------------------- | ------------------ | ------------------ | ------------------ | ------------------ | ------------------ |
| 055                  | スーパーサイヤ人ゴッド 孫悟空                                    | 7                  | ドラゴン           | 神                 | 4900               | 神龍               |
| 056                  | 破壊神ビルス                                                     | 7                  | ドラゴン           | 神                 | 5000               | 神龍（紫）         |
| 155                  | SSGSS（スーパーサイヤ人ゴッドスーパーサイヤ人） 孫悟空           | 7                  | ドラゴン           | サイヤ人           | 5000               | 究極神龍           |
| 156                  | SSGSS（スーパーサイヤ人ゴッドスーパーサイヤ人） ベジータ         | 7                  | ドラゴン           | サイヤ人           | 5000               | 神龍（青）         |
| 400                  | SSGSS（スーパーサイヤ人ゴッドスーパーサイヤ人） 孫悟空           | 7                  | ドラゴン           | サイヤ人           | 6000               | スーパー神龍       |
| 401                  | SSGSS（スーパーサイヤ人ゴッドスーパーサイヤ人） ベジータ         | 7                  | ドラゴン           | サイヤ人           | 6000               | スーパー神龍       |
| 402                  | 破壊神ビルス                                                     | 7                  | ドラゴン           | 神                 | 6000               | スーパー神龍       |
| 403                  | ウイス                                                           | 7                  | ドラゴン           | 神                 | 6000               | スーパー神龍       |
| 504                  | SSGSS（スーパーサイヤ人ゴッドスーパーサイヤ人） 孫悟空           | 7                  | ドラゴン           | サイヤ人           | 6000               | 神龍               |
| 505                  | SSGSS（スーパーサイヤ人ゴッドスーパーサイヤ人） ベジータ         | 7                  | ドラゴン           | サイヤ人           | 6000               | 究極神龍           |
| 506                  | ヒット                                                           | 7                  | ドラゴン           | 宇宙人             | 6000               | 神龍（青）         |
| 507                  | 破壊神シャンパ                                                   | 7                  | ドラゴン           | 神                 | 6000               | 神龍（紫）         |
| 558                  | SSGSS（スーパーサイヤ人ゴッドスーパーサイヤ人） 孫悟空（界王拳） | 7                  | ドラゴン           | サイヤ人           | 6500               | 神龍（青）         |
| 559                  | スーパーサイヤ人ロゼ ゴクウブラック                              | 7                  | ドラゴン           | 神                 | 6500               | 神龍（紫）         |
| 560                  | ザマス（合体）                                                   | 7                  | ドラゴン           | 神                 | 7000               | 神龍（紫）         |
| 561                  | SSGSS（スーパーサイヤ人ゴッドスーパーサイヤ人） ベジット         | 7                  | ドラゴン           | フュージョン       | 7000               | 究極神龍           |
| ゴールドディスクロス |                                                                  |                    |                    |                    |                    |                    |
| 049                  | スーパーサイヤ人2 孫悟空                                         | 6                  | バランス           | サイヤ人           | 3000               | ゴールド           |
| 050                  | 破壊王子ベジータ                                                 | 6                  | スピード           | 魔人               | 3200               | ゴールド           |
| 051                  | 伝説のスーパーサイヤ人 ブロリー                                  | 6                  | バランス           | サイヤ人           | 3900               | ゴールド           |
| 052                  | スーパーサイヤ人4 ゴジータ                                       | 6                  | トリック           | フュージョン       | 3900               | ゴールド           |
| 053                  | 黄金の大猿 孫悟空                                                | 6                  | ガッツ             | サイヤ人           | 3600               | ゴールド           |
| 054                  | バーダック                                                       | 6                  | スピード           | サイヤ人           | 3500               | ゴールド           |
| 153                  | ゴールデンフリーザ                                               | 6                  | ガッツ             | 宇宙人             | 3900               | ゴールド           |
| 154                  | ウイス                                                           | 6                  | トリック           | 神                 | 3800               | ゴールド           |
| 213                  | スーパーサイヤ人ゴッド 孫悟空                                    | 6                  | パワー             | サイヤ人           | 3900               | ゴールド           |
| 214                  | 破壊神ビルス                                                     | 6                  | マジック           | 神                 | 3900               | ゴールド           |
| 404                  | スーパーサイヤ人ゴッド 孫悟空                                    | 6                  | ガッツ             | サイヤ人           | 4500               | ゴールド           |
| 405                  | スーパーサイヤ人4 ゴジータ                                       | 6                  | トリック           | フュージョン       | 4300               | ゴールド           |
| 406                  | 伝説のスーパーサイヤ人 ブロリー                                  | 6                  | パワー             | サイヤ人           | 4200               | ゴールド           |
| 407                  | ゴールデンフリーザ                                               | 6                  | マジック           | 宇宙人             | 4500               | ゴールド           |
| 408                  | スーパーサイヤ人3 ゴテンクス                                     | 6                  | スピード           | フュージョン       | 4000               | ゴールド           |
| 409                  | スーパーサイヤ人3 孫悟空                                         | 6                  | バランス           | サイヤ人           | 4200               | ゴールド           |
| 508                  | フロスト（最終形態）                                             | 6                  | ガッツ             | 宇宙人             | 4100               | ゴールド           |
| 509                  | キャベ                                                           | 6                  | トリック           | サイヤ人           | 4300               | ゴールド           |
| 510                  | スーパーサイヤ人 ブロリー                                        | 6                  | パワー             | サイヤ人           | 4400               | ゴールド           |
| 511                  | ヴァドス                                                         | 6                  | マジック           | 神                 | 4500               | ゴールド           |
| 512                  | スーパーサイヤ人4 ゴジータ                                       | 6                  | スピード           | フュージョン       | 4300               | ゴールド           |
| 513                  | 超一星龍（スーパーイーシンロン）                                 | 6                  | バランス           | 神                 | 4200               | ゴールド           |
| 554                  | スーパーサイヤ人 トランクス（未来）                              | 6                  | ガッツ             | サイヤ人           | 4300               | ゴールド           |
| 555                  | ゴクウブラック                                                   | 6                  | トリック           | 神                 | 4400               | ゴールド           |
| 556                  | SSGSS（スーパーサイヤ人ゴッドスーパーサイヤ人） ベジータ         | 6                  | パワー             | サイヤ人           | 4500               | ゴールド           |
| 557                  | ザマス（不死身）                                                 | 6                  | マジック           | 神                 | 4500               | ゴールド           |

## ディスクロス連動

### ディスクロスラボ
ディスクロスの登録や閲覧、くじガシャポンなどのサービスを展開したが、2018年3月31日をもって閉鎖することが発表された。
- マイディスクロス - 登録したディスクの閲覧が可能。
- ミッションモード -  「知力」「運力」「努力」にちなんだ3つのミニゲームで遊べる。一度クリア後も何回でもプレイ可能。3つ全てクリアすると神力ポイントを獲得できる[16]。
- ネットくじガシャポン- お店さながらの抽選ゲームで遊べる。大当りはゴールドディスクロス、超当りはゴッドディスクロス、小当りはネット版で使用できるアイテムまたは神力ポイントが入手できる。2015年11月からはスマートフォンやタブレット端末にも対応したが、2017年8月31日をもって運用を終了した。
- 神力試し - 4つのディスクロスから1つ神力ポイントが入手できる。ポイントは「50、100、150、200」の4つがあり、1日につき4回挑戦できる[16]。

### ニンテンドー3DSソフト
『ドラゴンボールZ 超究極武闘伝』
ディスクロス裏面のQRコードを3DSで読み込ませると、抽選画面さながらのルーレット演出が発動。レアなZアシストキャラクターなどを入手できる。

## イベント
ジャンプビクトリーカーニバル
7月と8月に開催。略称「ジャンバル」。2015年の開催では04弾のバージョンアップ版先行プレイが実施された。
ドラゴンボールヒーローズ ゴッドツアー2015
4月から6月にかけて全国7つのエリア・11の会場で開催され、ディスクロスでは03弾が出展された。
ジャンプフェスタ
12月に開催。2015年の開催では神力暴走編01弾の先行プレイの他、スマホやタブレットに対応したネットくじガシャポンも出展。また、中学生以下の方に先着で限定ディスクロスが配布された。

## キャンペーン
君の神力をWEBで開放! ゴールド&ゴッドディスクロスGETチャンス
開始して間もない頃の2014年12月から2015年3月にかけてディスクロスラボで実施された。応募1回につき1500神力ポイントが必要。抽選方法は神龍ルーレットの使い回しになっている。
神力超（スーパー）解放キャンペーン
テレビアニメシリーズ『ドラゴンボール超』の放送開始を記念して、2015年7月から半年間ディスクロスラボで実施。WEB限定のゴッドディスクロス「孫悟空（元気玉）」が8月から11月は各1500名、7月と12月は各3000名の合計9000名にプレゼントされた。応募1回につき1500神力ポイントが必要。抽選方法は前回のキャンペーンと同様、神龍ルーレットの使い回しだが、当選時の演出が「神当り」、神龍のコメントが「望み通りWEB限定ディスクロスを授けよう…!」にそれぞれ差し替えとなっている。
神力上昇（ライジング）キャンペーン
2015年10月21日から11月30日、12月1日から2016年1月12日の2回ディスクロスラボで実施。限定ディスクロスが各5000名、合計10000名にプレゼントされた。応募1回につきキャンペーン対象のディスクロスが7枚必要。抽選方法は『妖怪ウォッチ 妖怪メダランド』キャンペーンの抽選方法と同様。また、1回の応募につき1000神力ポイントを獲得できた。
ディスクロス店頭無料配布キャンペーン
2016年2月14日より店頭で実施。過去に発売されたディスクロスからランダムで1枚配布された。なくなり次第終了。
神力覚醒キャンペーン
2016年4月下旬より店頭で実施。合言葉を店頭の人に伝えると、先着順で限定ディスクロスが配布される。なくなり次第終了。
神力極限（エクストリーム）キャンペーン
2016年10月20日から12月19日の間にディスクロスラボで実施。WEB限定ゴッドディスクロス「SSGSS（スーパーサイヤ人ゴッドスーパーサイヤ人）孫悟空&SSGSS（スーパーサイヤ人ゴッドスーパーサイヤ人）ベジータ」が5000名にプレゼントされた。応募1回につき10000神力ポイントが必要。抽選方法は前回のキャンペーンと同様。本キャンペーン終了後、これまで集めていた神力ポイントは全て失効。また、一部コンテンツの神力ポイントの付与も本キャンペーンを最後に終了した。　

## 関連商品
いずれもバンダイからの発売。
- ガシャポンパック 04-HISTORY OF DRAGONBALL編- Wブースターパック（2015年07月下旬発売）
- スペシャルスターターセット（2015年8月8日発売）
- オフィシャルディスクロスホルダー（2015年8月8日発売）
- ドラゴンボール ディスクロス ガム（2015年9月23日発売）
- ライジングスカウター レッドVer.（2015年10月24日発売）
- ライジングスカウター バイオレットVer.（2015年10月24日発売）
- ライジングディスクロスセット01 ~悟空と仲間たち~（2015年10月24日発売）
- ライジングディスクロスセット02 ~伝説のスーパー サイヤ人ブロリー登場!~（2015年10月24日発売）
- ライジングディスクロスセット03 ~恐怖!最強の敵~（2015年10月24日発売）
- ガシャポンパック 06-全開バトル編- Wブースターパック（2015年10月24日発売）
- スペシャルスターターセット02（2015年10月24日発売）
- オフィシャルディスクロスホルダー02（2015年10月下旬発売）
- ディスクロスケース01（2015年10月下旬発売）
- ディスクロスケースSP01（2015年11月21日発売）
- ドラゴンボール ディスクロス ガム2（2015年11月25日発売）
- DXオフィシャルディスクロスホルダーセット（2015年12月25日発売）
- ライジングディスクロスセット04 ~受け継げ!超戦士の強さ~（2015年12月26日発売）
- ライジングディスクロスセット05 ~貫け!超戦士のプライド~（2015年12月26日発売）
- ガシャポンパック 神力暴走編01-激情の帝王- Wブースターパック （2015年12月26日発売）
- ガシャポンパック 神力暴走編02-破壊神の鉄槌- Wブースターパック （2016年2月19日発売）
- ドラゴンボール ディスクロス ガム3（2016年2月23日発売）
- ライジングディスクロスセット06 ~激突!最強VS最強~（2016年2月27日発売）
- ライジングディスクロスセット07 ~宿命のライバル、融合!~（2016年2月27日発売）
- ガシャポンパック 神力暴走編 EXブースターパック（2016年3月26日発売）
- ライジングディスクロス超セット ~集まれ、歴代の超戦士!~（2016年4月23日発売）
- ドラゴンボール ディスクロス ガム4（2016年6月14日発売）

## 漫画版
『ドラゴンボール ディスクロス 神力ゴッドMAX!!』
作者：広瀬かつき
『最強ジャンプ』2015年5月号から2016年11月号まで連載された。一部の話は公式サイト『ディスクロスラボ』でも閲覧可能。